# Thales Monteiro
Thales Monteiro (Araraquara, 20 febbraio 1925 – San Paolo, 2 aprile 1993) è stato un cestista brasiliano.

## Carriera
Con il Brasile ha disputato i Giochi olimpici di Helsinki 1952 e due dei Campionati mondiali (1950, 1954).